# Batalla de Ojinaga
La Batalla de Ojinaga, también conocida como Toma de Ojinaga, fue librada el 11 de enero de 1914 en Ojinaga y puso fin al último reducto del ejército Federal en el Norte de México que defendía la Presidencia de Victoriano Huerta al mando del General Salvador Mercado. Los Generales rebeldes Toribio Ortega Ramírez y Pánfilo Natera García no pudieron acabar con el lugar, por lo que el 11 de enero, Francisco Villa llegó a Ojinaga con un gran ejército, desplazando así al ejército de la ciudad. Los cuerpos tuvieron que ser quemados para evitar una epidemia de tifus.

## Antecedentes
Después de haber sido nombrado jefe del movimiento revolucionario en Chihuahua, Francisco Villa reorganizó la División del Norte contando así con más de 5,000 hombres integrando tropas de las armas infantería, caballería y artillería, además de tener servicios de apoyo como sanidad, transporte y alimentación.
Con el fin de tomar la ciudad de Chihuahua, Francisco Villa presionó a los federales en una batalla, acabando a dichas tropas. La ciudad se convirtió en un caos y fue saqueada por las tropas de Pascual Orozco, por lo que el General Salvador Mercado ordenó evacuar la ciudad a finales de noviembre de 1914 y se dirigió rumbo a Ojinaga, punto fronterizo con Estados Unidos, lo que permitió a Villa ocupar la capital del estado el 8 de diciembre del mismo año. El General Mercado se retiró de la ciudad de Chihuahua, por los intereses de los empresarios que vieron en las fuerzas federales una seguridad para su dinero frente a los constitucionalistas.

## Hechos
El General Mercado, al salir para Ojinaga, rehusaba iniciar combate con los villistas, previendo que si Francisco Villa lo perseguía hasta la frontera sería ayudado por los norteamericanos y así podría regresar a la capital del país.
Perseguido de cerca por los Generales villistas Toribio Ortega y Maclovio Herrera, el General Mercado fue atacado en Ojinaga el 10 de enero de 1914. El combate se prolongó por algunas horas en que los federales resistieron el empuje de los villistas. En la noche del mismo día, el General Mercado dispuso evacuar la plaza cruzando la línea fronteriza, donde sus tropas fueron aprehendidas por los norteamericanos. Con la toma de Ojinaga la lucha constitucionalista pudo asegurar la frontera norte centrando su lucha hacía el interior del país.

## Personalidades involucradas en la batalla
- John Reed
- Ambrose Bierce
- John J. Pershing
- Enrique Creel
- Luis Terrazas